# Harpalus carbonatus
Harpalus carbonatus är en skalbaggsart som beskrevs av Leconte. Harpalus carbonatus ingår i släktet Harpalus och familjen jordlöpare. Inga underarter finns listade i Catalogue of Life.